# Port of Miami 2
Port of Miami 2 è il decimo album del rapper statunitense Rick Ross, pubblicato nel 2019 da Epic Records e Maybach Music Group.

## Tracce
1. Act a Fool (featuring Wale) – 4:46 – Beat Billionaire
2. Turnpike Ike – 4:20 – Jake One
3. Nobody's Favorite (featuring Gunplay) – 4:05 – Trop
4. Summer Reign (featuring Summer Walker) – 3:46 – H-Money, JV
5. White Lines (featuring Dej Loaf) – 3:19 – Rowan, Cameone
6. Big Tyme (featuring Swizz Beatz) – 4:02 – Just Blaze
7. Bogus Charms (featuring Meek Mill) – 4:01 – Streetrunner, Azzouz
8. Rich Nigga Lifestyle (featuring Nipsey Hussle & Teyana Taylor) – 4:09 – Cardiak
9. Born to Kill (featuring Jeezy) – 4:40 – Trop
10. Fascinated – 5:25 – Dollarz, Sam Sneak
11. I Still Pray (featuring YFN Lucci & Ball Greezy) – 4:56 – DJ Toomp
12. Running the Streets (featuring A Boogie wit da Hoodie & Denzel Curry) – 3:44 – MajorNine
13. Vegas Residency – 5:19 – J.U.S.T.I.C.E. League, Noc
14. Maybach Music VI (featuring John Legend & Lil Wayne) – 4:02 – J.U.S.T.I.C.E. League
15. Gold Roses (featuring Drake) – 5:49 – OZ, Syk Sense, Vinylz, The Rascals